# コイルガン

コイルガンの発射の仕組み
弾丸が弾道を進むにつれコイルの電流が切り替わり、それにより弾丸が加速する

コイルガン（英: Coilgun）は電磁石のコイルを使って弾丸となる物体を加速・発射する装置である。

## 概要
コイルガンは電磁石の力で弾丸または投射物を撃ち出すための装置の一種である。同じく電磁気力で弾丸を発射する装置であるレールガンと比較すると、基本的な電気回路の構成が異なる点、投射物に電流が流れない点など、構造上において大きな違いがある。具体的にはコイルガンが名のとおりコイル状の電気回路を構成するのに対して、レールガンは並行する2本の導体とその間に挟まれた投射物により構成される。
レールガンは弾丸を発射するために大量の電流を入力する必要がある一方、コイルガンは必要最小限の動作において多くの電流を必要としない。単純なものでは、銀玉鉄砲のばねおよびストライカー（弾丸を突き飛ばす棒）を電磁石（ソレノイド式アクチュエータ）に置き換え、ソレノイド内の心棒が通電時に突き出される力で弾体をはじき出す仕組みのものが想定される。構造にもよるが、入力されるエネルギーは比較的小さく、また動作において火薬の爆音にみられる急激な膨張や相変化は必要でないなどの特徴から、動作音は小さいものとすることが可能である。
なおレールガンは、単純化された理論上は投射物の初速を光速に達せられるが、コイルガンでそれに近い初速を得ることは困難である。理由は抵抗の大きい、コイル状の電気回路に電流を流す必要性があるためである。

## 原理・構造
コイルガンには、いくつかの方式が存在する。方式によって弾丸となるものや、コイル等の構築要素が大きく変わる。
一般的に多く知られている「電磁石の磁力で銃身内の弾丸を引き込んで加速する」というもの（吸引型）である。このため、弾丸は磁性体でなければならない（特に磁化してある必要はない）。ただし、弾丸が電磁石の位置にきたら電磁石を停止させなければならない。これを行わないと弾丸を加速したのと同じ力で弾丸は引き戻されるため、発射されない。そのため、弾丸通過にあわせて電磁石のスイッチを切断する機構を必要とする。そのため、普通は電荷を一気に放電する特性のあるコンデンサーを充電し、サイリスタ等の半導体スイッチで瞬間的に電荷を放電することによってそれを実現している。コイルガンは複数のコイルを直列にすることで弾丸を段階的に加速させることもできる（リニアモーターである。多段式コイルガンとも呼ばれる）が、これも弾丸通過に併せて電磁石のON/OFFを制御する必要がある。弾丸通過に合わせてスイッチングするには主にフォトインタラプタが使われる。レーザー等の光をフォトトランジスタに当て、弾丸が通過すると光が遮断され、スイッチが入る仕組みである。ほかにもマイコン等の電子回路でコイルを順繰りにスイッチングする方式もある。

## 歴史
このアイデアの原点には1900年のクリスチャン・ビルケランドが取得した特許が挙げられる。この特許は当時の最先端技術である電気の分野であったので注目されたが、従来の火薬銃より優れるものを実用化できるめどが無く、軍事方面の開発ではすぐに忘れ去られてしまったようだ。
アメリカ合衆国でもテキサス大学オースティン校で戦略防衛構想の関係から米国防総省の依頼により何年か研究していたようだが、結局は最大初速で同時進行していたレールガン開発の成果に及ばず、研究の継続は見送られた模様である。
近年の動向は、金属製の弾丸を発射する装置を使い捨てカメラの内部部品などを材料として作成する一般市民の科学ファンが少なからずおり、彼らのホームページや動画サイト等でその実験の様子を見ることも出来る。実質的な威力は、よほど大掛かりまたは複雑な機構を持つ物をでなければスリングショット(パチンコ)にも及ばない模様だ。一部のマニアが強力な電源を使って手製の弾丸を発射し、空き缶やガラス瓶を壊したり、雑誌や木の板に弾丸をめり込ませたりしている様がみられる程度である。
アメリカで2017年に創業されたArcflash Labs社は、事業のひとつとしてコイルガンの設計製造を行っている。創業直後にEMG-01A、2021年7月にGR-1、2022年7月にはEMG-02をそれぞれ販売開始した。
日本では、2024年6月14日に公布された改正銃刀法により銃器類に加えられた。施行時点で所持しているコイルガンについては、施行から6ヶ月を過ぎても、
1. 所持許可を申請する
2. 廃棄する
3. 適法に所持することができる者に譲り渡す

のいずれかの措置もとらずに所持した場合、不法所持となり、3年以下の懲役または50万円以下の罰金に処せられることとなる。警察庁では、2. の廃棄を希望する所持者には最寄りの警察に無料回収の依頼をするよう呼び掛けている。7月3日の時点で警視庁管内では2丁のコイルガンを引き取ったという。

## 架空の装置として
名称としてSF作品などに登場する架空の砲が、漢字を当てた電磁投射砲や、ガウスガンないしガウス砲（ガウスキャノン）とも呼ばれることがある。ガウス(Gauss)は物理量におけるガウス単位系に由来し、カール・フリードリヒ・ガウスと直接的な関係はない。またこれらの名称で呼称される砲は、後述するように電磁投射方式の装置全般を指し、コイルガンに限定されない。